# Associazione Ketani
L'Associazione Ketani è un'associazione austriaca per rom e sinti fondata  nel 1998 a Linz da Gitta Martl e suo fratello Albert Kugler.

## Storia
Dopo la seconda guerra mondiale tanti rom e sinti non avevano più documenti e siccome non sapevano leggere e scrivere, era loro difficile presentarsi da soli alle autorità. L'associazione Ketani si costituì in sostegno a questa minoranza residente in Austria da secoli. Uno degli impegni dell'associazione è l'assistenza ed il sostegno ai suoi soci, come ad esempio la compilazione di moduli, la ricerca di un'abitazione ed informazione sulla formazione professionale disponibile.
L'associazione Ketani assiste profughi romaní, spesso provenienti dalla ex Jugoslavia, che soffrono degli effetti della guerra.
Porta all'attenzione della popolazione gli interessi dei rom e sinti per mezzo di interviste, trasmissioni radio e TV, saggi su temi speciali, come ad esempio il destino dalle donne rom in Alta Austria. Un'altra prerogativa dell'associazione è l'assistenza ai campi vicini, poiché partecipa alle consultazioni per la pianificazione dei nuovi spazi per rom e sinti (ad esempio a Braunau am Inn in cooperazione col sindaco Gerhard Skiba).
Sviluppa inoltre progetti culturali, grazie a collaboratori che tengono conferenze sui rom e sinti in Austria durante le quali raccontano le loro esperienze come parenti della minoranza. Coordina inoltre l'organizzazione e la partecipazione alle cerimonie commemorative per le vittime del regime nazista, per esempio quelle di Maxglan, Mauthausen e Lackenbach.
Alla fine del 2005 è stata fondata la squadra di calcio “Ketani Kickers”.
Ogni mese l'associazione Ketani tiene una trasmissione radio sull'emittente FRO a Linz durante la quale sono presentate personalità di spicco, si suona musica rom e sinti e si presentano i progetti dell'associazione.
Nicole Sevik dirige l'associazione Ketani da maggio 2005 con l'aiuto di sua madre Gitta Martl e dell'allenatore del Ketani Kickers Renaldo Horvath.
Nel 2005 l'associazione Ketani ha girato insieme allo studio ORF, con la regia del Dott. Ludwig Laher, il documentario Ketani heißt miteinander. Sintiwirklichkeiten statt Zigeunerklischees.